# Форт Макмари
Форт Макмари (енгл. Fort McMurray) је насеље специјалног типа у оквиру општине са специјалним статусом Вуд Бафало у канадској провинцији Алберта. Налази се у северном делу Алберте на удаљености 435 км североисточно од провинцијске престонице Едмонтона.
Почетком маја 2016. велики шумски пожари који су букнули у оближњим шумама проширили су се на град и уништили његов значајан део, а евакуисана је целокупна градска популација.

## Географија
Насеље се налази на 435 км североисточно од Едмонтона и око 60 км западно од границе са Саскачеваном на ушћу реке Клирвотер у Атабаску. Са свих страна је окружен густом тајгом. Лежи на надморској висини од 370 метара и највеће је насеље у специјалној општини Вуд Бафало.
Обухвата климатски појас на прелазу из умереноконтиненталне у субполарну климу (кепенова класификација климата Dfb) и одликује се дугим и хладним зимама и кратким али топлим летима.
Просечне температуре током зиме крећу се око -19 °C са апсолутним минимумом од -51 °C. Летњи просек температура је око 17 °C са максимумом у августу до 37 °C.
Годишњи просек падавина је око 456 мм са максимумима у летњим месецима. Сваке године у просеку напада око 156 цм снега који се задржава од 5 до 7 месеци.

## Историја
Пре досељавања Европљана крајем 18. века ово подручје је било насељено припадницима народа Кри. Први европски истраживач на овим просторима био је Питер Понд 1778. а насеље је основано 1870. од стране компаније Хадсоновог залива. Иако настао као трговачка станица градић се развијао и напредовао паралелно са све интензивнијим искориштавањем великих залиха битуминозних шкриљаца који представљају и главно природно богатство краја.
Насеље је 1. септембра 1980. добило статус града, а тај статус је изгубио уредбом о формирању општине са специјалним статусом Вуд Бафало од 1. априла 1995. године. Уместо града Форт Макмари данас има статус посебне урбане јединице и седишта поменуте општине.

## Демографија
Према резултатима пописа из 2011. у насељу је живело 61.374 становника што је готово за трећину више у односу на процене за 2006. када је ту регистровано 47.705 житеља.
| 1996.  | 2001.  | 2006.  | 2011.  |
| ------ | ------ | ------ | ------ |
| 33.078 | 38.667 | 47.705 | 61.374 |

## Привреда и саобраћај
Форт Макмари представља један од најважнијих привредних центара не само у Алберти него у целој Канади, чија привреда почива на експлоатацији нафте и природног гаса (из битуминозних шкриљаца), дрвној индустрији и туризму. Управо због тога насеље карактерише изразито брз раст. Према подацима за 2006. становници Форт Макмарија су имали убедљиво највећа примања у Алберти.
Насеље је ауто-путем 63 повезано са Едмонтоном на југу, а такође северно од града се налази и аеродром који има редовне авио-линије ка највећим канадским градовима.